# Kaple svatého Jiljí (Josefov)
Kaple svatého Jiljí je sakrální stavba v Josefově, části města Jaroměře v okrese Náchod ve východních Čechách. Je chráněna jako kulturní památka České republiky.

## Historie
V roce 1920 vznikla v Josefově pravoslavná církevní obec (původním názvem Pravoslavná církevní obec v Praze - odbočka Josefov nad Metují). Ta své bohoslužby konala nejprve v pronajatých prostorech. Protože toto řešení nebylo dlouhodobě vyhovující, inicioval v roce 1932 člen církevní obce, josefovský továrník Vladislav Čerych výstavbu veřejné kaple. Stavět se začalo podle mírně upravených plánů, vypracovaných již v roce 1920. Polovinu stavebních nákladů hradil sám továrník Čerych, druhá půle byla pokryta dobrovolnými příspěvky věřících, kteří se podíleli následně také brigádnickou prací na stavbě samotné.
Základní kámen stavby byl položen 11. května 1932 a jeho posvěcení vykonal kněz Vít Abrahám z Prahy, který v té době byl v Josefově pověřen výkonem duchovní správy. Hotová kaple byla posvěcena 28. září téhož roku. Vít Abrahám později odešel jako farář do církevní obce v Táboře a v duchovní správě v Josefově se vystřídalo několik dalších kněží, vesměs dojíždějících až z Prahy. V letech 1937-1942 takto do Josefova dojížděl pozdější mučedník, o. ThDr. Vladimír Petřek, jinak kaplan při pražském katedrálním chrámu.
Ve druhé půli 20. století byla josefovská církevní obec dlouhodobě administrována z Hradce Králové, bohoslužby v kapli se konaly již pouze jednou měsíčně. Roku 2010 byla zchátralá kaple zásadně rekonstruována (kaple dostala novou fasádu, byla opravena střecha a na věžičku byl instalován nový kříž v náhradu za původní, který byl ukraden, interiér kaple byl nově vymalován). Kaple byla také nově zabezpečena. V roce 2019 josefovská církevní obec byla administrativně zrušena a sloučena s církevní obcí v Trutnově. Bohoslužby zůstaly zachovány jednou měsíčně.

## Architektura
Kaple je jednolodní zděná stavba na pískovcové podezdívce, nároží jsou zvýrazněna lizénami. Oltářní prostor (presbytář) je pravoúhlý a oproti hlavnímu prostoru kaple užší. Vstupnímu průčelí je předsazena malá, pravoúhlá předsíňka. Nad lódí kaple se tyčí malá věžička byzantského tvarosloví. Interiér kaple je poměrně prostý. Výmalba kaple je bílá, pouze klenutí oltářního prostoru je vymalováno modrou barvou. V mělkém výklenku za prestolem je ikona Krista Pantokratora. Ikonostas je jednoduchý, kovový s mramorovanými prvky.